# Iso-Palonen
Iso-Palonen eller Iso Palosenjärvi är en sjö i Finland. Den ligger i kommunen Kuhmo i landskapet Kajanaland, i den östra delen av landet, 500 km nordost om huvudstaden Helsingfors. Iso-Palonen ligger 189,7 meter över havet. Den ligger vid sjön Kaurojärvi. Den är 22 meter djup. Arean är 2 kvadratkilometer och strandlinjen är 17,42 kilometer lång. Sjön  ingår i Uleälvens huvudavrinningsområde. 